# County Center
County Center è un census-designated place (CDP) degli Stati Uniti d'America, situato nello stato della Virginia, nella contea di Prince William. Secondo il censimento del 2020 gli abitanti di County Center ammontavano a 3 787.